# Lista fostelor comune din Elveția
Aceasta este lista fostelor comune din Elveția (în germană Gemeinden, în franceză communes, în italiană comuni, în retoromană vischnancas) care în prezent nu mai există.
În 1850 Elveția avea 3203 comune. La 5 aprilie 2009 numărul lor era de 2631.

## Lista comunelor
| Comună                      | Canton                | Soartă                                                                                                | Comună rezultantă                                                                              | An   |
| --------------------------- | --------------------- | --- | ---------------------------------------------------------------------------------------------- | ---- |
| Aawangen                    | Thurgau               | Inclusă în Aadorf                                                                                     | Aadorf                                                                                         | 1996 |
| Affoltern bei Zürich        | Zürich                | Inclusă în Zürich                                                                                     | Zürich                                                                                         | 1934 |
| Agra                        | Ticino                | Unită cu Gentilino și Montagnola                                                                      | Collina d'Oro                                                                                  | 2004 |
| Agriswil                    | Fribourg              | Inclusă în Ried bei Kerzers                                                                           | Ried bei Kerzers                                                                               | 2006 |
| Albeuve                     | Fribourg              | Unită cu Lessoc, Montbovon și Neirivue                                                                | Haut-Intyamon                                                                                  | 2002 |
| Albisrieden                 | Zürich                | Inclusă în Zürich                                                                                     | Zürich                                                                                         | 1934 |
| Alliswil                    | Aargau                | Inclusă în Boniswil                                                                                   | Boniswil                                                                                       | 1899 |
| Altavilla                   | Fribourg              | Inclusă în Murten                                                                                     | Murten                                                                                         | 1991 |
| Altenburg                   | Aargau                | Inclusă în Brugg                                                                                      | Brugg                                                                                          | 1901 |
| Alterswilen                 | Thurgau               | Unită cu Altishausen, Dotnacht, Ellighausen, Hugelshofen, Lippoldswilen, Neuwilen și Siegershausen    | Kemmental                                                                                      | 1996 |
| Altishausen                 | Thurgau               | Unită cu Alterswilen, Dotnacht, Ellighausen, Hugelshofen, Lippoldswilen, Neuwilen și Siegershausen    | Kemmental                                                                                      | 1996 |
| Altstetten                  | Zürich                | Inclusă în Zürich                                                                                     | Zürich                                                                                         | 1934 |
| Amlikon                     | Thurgau               | Unită cu Bissegg, Griesenberg și Strohwilen                                                           | Amlikon-Bissegg                                                                                | 1995 |
| Ammannsegg                  | Solothurn             | Unită cu Lohn                                                                                         | Lohn-Ammannsegg                                                                                | 1993 |
| Andhausen                   | Thurgau               | Inclusă în Berg                                                                                       | Berg                                                                                           | 1993 |
| Andwil                      | Thurgau               | Inclusă în Birwinken                                                                                  | Birwinken                                                                                      | 1995 |
| Anetswil                    | Thurgau               | Inclusă în Wängi                                                                                      | Wängi                                                                                          | 1969 |
| Anglikon                    | Aargau                | Inclusă în Wohlen                                                                                     | Wohlen                                                                                         | 1914 |
| Aquila                      | Ticino                | Unită cu Campo Blenio, Ghirone, Olivone și Torre                                                      | Blenio                                                                                         | 2006 |
| Areuse                      | Neuchâtel             | Inclusă în Boudry                                                                                     | Boudry                                                                                         | 1870 |
| Arni-Islisberg              | Aargau                | Divizată în două                                                                                      | Arni Islisberg                                                                                 | 1983 |
| Arosio                      | Ticino                | Unită cu Breno, Fescoggia, Mugena și Vezio                                                            | Alto Malcantone                                                                                | 2005 |
| Arrissoules                 | Vaud                  | Inclusă în Rovray                                                                                     | Rovray                                                                                         | 2005 |
| Arrufens                    | Fribourg              | Inclusă în Romont                                                                                     | Romont                                                                                         | 1868 |
| Asuel                       | Jura                  | Unită cu Charmoille, Fregiécourt, Miécourt și Pleujouse                                               | La Baroche                                                                                     | 2009 |
| Au                          | Thurgau               | Inclusă în Fischingen                                                                                 | Fischingen                                                                                     | 1972 |
| Augio                       | Grisons               | Inclusă în Rossa                                                                                      | Rossa                                                                                          | 1982 |
| Aumont                      | Fribourg              | Unită cu Frasses, Granges-de-Vesin și Montet                                                          | Les Montets                                                                                    | 2004 |
| Auressio                    | Ticino                | Unită cu Berzona și Loco                                                                              | Isorno                                                                                         | 2001 |
| Aurigeno                    | Ticino                | Inclusă în Maggia                                                                                     | Maggia                                                                                         | 2004 |
| Ausserbinn                  | Valais                | Inclusă în Ernen                                                                                      | Ernen                                                                                          | 2004 |
| Ausserbirrmoos              | Berna                 | Unită cu Innerbirrmoos și Otterbach                                                                   | Linden                                                                                         | 1946 |
| Ausserferrera               | Grisons               | Unită cu Innerferrera                                                                                 | Ferrera                                                                                        | 2008 |
| Aussersihl                  | Zürich                | Inclusă în Zürich                                                                                     | Zürich                                                                                         | 1893 |
| Ayer                        | Valais                | Unită cu Chandolin, Grimentz, Saint Jean, Saint-Luc și Vissoie                                        | Anniviers                                                                                      | 2009 |
| Avry-devant-Pont            | Fribourg              | Unită cu Gumefens și Le Bry                                                                           | Pont-en-Ogoz                                                                                   | 2003 |
| Avry-sur-Matran             | Fribourg              | Unită cu Corjolens                                                                                    | Avry                                                                                           | 2001 |
| Balterswil                  | Thurgau               | Unită cu Bichelsee                                                                                    | Bichelsee-Balterswil                                                                           | 1996 |
| Balzenwil                   | Aargau                | Unită cu Riken                                                                                        | Murgenthal                                                                                     | 1901 |
| Barschwand                  | Berna                 | Inclusă în Ausserbirrmoos                                                                             | Ausserbirrmoos                                                                                 | 1888 |
| Barzheim                    | Schaffhausen          | Inclusă în Thayngen                                                                                   | Thayngen                                                                                       | 2004 |
| Basadingen                  | Thurgau               | Unită cu Schlattingen                                                                                 | Basadingen-Schlattingen                                                                        | 1999 |
| Benken                      | Basel-Country         | Unită cu Biel                                                                                         | Biel-Benken                                                                                    | 1972 |
| Beride                      | Ticino                | Unită cu Biogno                                                                                       | Biogno-Beride                                                                                  | 1907 |
| Berlens                     | Fribourg              | Inclusă în Mézières                                                                                   | Mézières                                                                                       | 2004 |
| Bernex-Onex-Confignon       | Geneva                | Divizată în două                                                                                      | Bernex Onex-Confignon                                                                          | 1851 |
| Berzona                     | Ticino                | Unită cu Auressio și Loco                                                                             | Isorno                                                                                         | 2001 |
| Besencens                   | Fribourg              | Inclusă în Saint-Martin                                                                               | Saint-Martin                                                                                   | 2004 |
| Bichelsee                   | Thurgau               | Unită cu Balterswil                                                                                   | Bichelsee-Balterswil                                                                           | 1996 |
| Bickigen-Schwanden          | Berna                 | Inclusă în Wynigen                                                                                    | Wynigen                                                                                        | 1911 |
| Biel                        | Basel-Country         | Unită cu Benken                                                                                       | Biel-Benken                                                                                    | 1972 |
| Biel                        | Valais                | Unită cu Ritzingen și Selkingen                                                                       | Grafschaft                                                                                     | 2000 |
| Biessenhofen                | Thurgau               | Inclusă în Amriswil                                                                                   | Amriswil                                                                                       | 1979 |
| Bignasco                    | Ticino                | Inclusă în Cevio                                                                                      | Cevio                                                                                          | 2006 |
| Billens                     | Fribourg              | Unită cu Hennens                                                                                      | Billens-Hennens                                                                                | 1998 |
| Biogno                      | Ticino                | Unită cu Beride                                                                                       | Biogno-Beride                                                                                  | 1907 |
| Biogno                      | Ticino                | Divizată în două                                                                                      | Breganzona Bioggio                                                                             | 1925 |
| Biogno-Beride               | Ticino                | Unită cu Croglio-Castelrotto                                                                          | Croglio                                                                                        | 1976 |
| Bionnens                    | Fribourg              | Inclusă în Ursy                                                                                       | Ursy                                                                                           | 2001 |
| Bissegg                     | Thurgau               | Unită cu Amlikon, Griesenberg și Strohwilen                                                           | Amlikon-Bissegg                                                                                | 1995 |
| Bleiken                     | Thurgau               | Inclusă în Sulgen                                                                                     | Sulgen                                                                                         | 1964 |
| Blessens                    | Fribourg              | Inclusă în Rue                                                                                        | Rue                                                                                            | 1993 |
| Bonau                       | Thurgau               | Inclusă în Wigoltingen                                                                                | Wigoltingen                                                                                    | 1995 |
| Bonnefontaine               | Fribourg              | Unită cu Essert, Montévraz, Oberried, Praroman și Zénauva                                             | Le Mouret                                                                                      | 2003 |
| Bosco Luganese              | Ticino                | Inclusă în Bioggio                                                                                    | Bioggio                                                                                        | 2004 |
| Bouloz                      | Fribourg              | Unită cu Pont, Veveyse și Porsel                                                                      | Le Flon                                                                                        | 2004 |
| Bözberg                     | Aargau                | Divizată în două                                                                                      | Oberbözberg Unterbözberg                                                                       | 1873 |
| Bözingen                    | Berna                 | Inclusă în Biel                                                                                       | Biel                                                                                           | 1917 |
| Bramois                     | Valais                | Inclusă în Sion                                                                                       | Sion                                                                                           | 1968 |
| Brè-Aldesago                | Ticino                | Inclusă în Lugano                                                                                     | Lugano                                                                                         | 1972 |
| Brechershäusern             | Berna                 | Inclusă în Wynigen                                                                                    | Wynigen                                                                                        | 1887 |
| Breganzona                  | Ticino                | Inclusă în Lugano                                                                                     | Lugano                                                                                         | 2004 |
| Bremgarten Stadtgericht     | Berna                 | Inclusă în Kirchlindach                                                                               | Kirchlindach                                                                                   | 1880 |
| Breno                       | Ticino                | Unită cu Arosio, Fescoggia, Mugena și Vezio                                                           | Alto Malcantone                                                                                | 2005 |
| Brienz-Surava               | Grisons               | Divizată în două                                                                                      | Brienz Surava                                                                                  | 1883 |
| Brig                        | Valais                | Unită cu Brigerbad și Glis                                                                            | Brig-Glis                                                                                      | 1972 |
| Brigerbad                   | Valais                | Unită cu Brig și Glis                                                                                 | Brig-Glis                                                                                      | 1972 |
| Brione-Gerra                | Ticino                | Divizată în două                                                                                      | Brione Gerra                                                                                   | 1852 |
| Broglio                     | Ticino                | Unită cu Brontallo, Fusio, Menzonio, Peccia și Prato-Sornico                                          | Lavizzara                                                                                      | 2004 |
| Brontallo                   | Ticino                | Unită cu Broglio, Fusio, Menzonio, Peccia și Prato-Sornico                                            | Lavizzara                                                                                      | 2004 |
| Brot-Dessus                 | Neuchâtel             | Unită cu Plamboz                                                                                      | Brot-Plamboz                                                                                   | 1875 |
| Büblikon                    | Aargau                | Inclusă în Wohlenschwil                                                                               | Wohlenschwil                                                                                   | 1906 |
| Buch bei Frauenfeld         | Thurgau               | Unită cu Uesslingen                                                                                   | Uesslingen-Buch                                                                                | 1995 |
| Buch bei Märwil             | Thurgau               | Inclusă în Affeltrangen                                                                               | Affeltrangen                                                                                   | 1995 |
| Buchackern                  | Thurgau               | Inclusă în Erlen                                                                                      | Erlen                                                                                          | 1995 |
| Buchen                      | Grisons               | Inclusă în Luzein                                                                                     | Luzein                                                                                         | 1872 |
| Buchs                       | Lucerna               | Inclusă în Dagmersellen                                                                               | Dagmersellen                                                                                   | 2006 |
| Buchthalen                  | Schaffhausen          | Inclusă în Schaffhausen                                                                               | Schaffhausen                                                                                   | 1947 |
| Bümpliz                     | Berna                 | Inclusă în Berna                                                                                      | Berna                                                                                          | 1919 |
| Büren                       | Nidwalden             | Divizată în două                                                                                      | Oberdorf Wolfenschiessen                                                                       | 1850 |
| Buhwil                      | Thurgau               | Unită cu Kradolf, Neukirch an der Thur și Schönenberg an der Thur                                     | Kradolf-Schönenberg                                                                            | 1996 |
| Burg bei Murten             | Fribourg              | Inclusă în Murten                                                                                     | Murten                                                                                         | 1975 |
| Burgäschi                   | Solothurn             | Inclusă în Aeschi                                                                                     | Aeschi                                                                                         | 1994 |
| Busswil                     | Thurgau               | Inclusă în Sirnach                                                                                    | Sirnach                                                                                        | 1997 |
| Bussy-sur-Morges            | Vaud                  | Unită cu Chardonney-sur-Morges                                                                        | Bussy-Chardonney                                                                               | 1961 |
| Cagiallo                    | Ticino                | Unită cu Lopagno, Roveredo, Sala Capriasca, Tesserete și Vaglio                                       | Capriasca                                                                                      | 2001 |
| Campestro                   | Ticino                | Inclusă în Tesserete                                                                                  | Tesserete                                                                                      | 1976 |
| Campo Blenio                | Ticino                | Unită cu Aquila, Ghirone, Olivone și Torre                                                            | Blenio                                                                                         | 2006 |
| Camuns                      | Grisons               | Unită cu Surcasti, Tersnaus și Uors-Peiden                                                            | Suraua                                                                                         | 2002 |
| Carasso                     | Ticino                | Inclusă în Bellinzona                                                                                 | Bellinzona                                                                                     | 1907 |
| Casaccia                    | Grisons               | Inclusă în Vicosoprano                                                                                | Vicosoprano                                                                                    | 1971 |
| Casenzano                   | Ticino                | Unită cu Vairano                                                                                      | San Nazzaro                                                                                    | 1930 |
| Casima                      | Ticino                | Inclusă în Castel San Pietro                                                                          | Castel San Pietro                                                                              | 2004 |
| Castagnola                  | Ticino                | Inclusă în Lugano                                                                                     | Lugano                                                                                         | 1972 |
| Casti                       | Grisons               | Unită cu Wergenstein                                                                                  | Casti-Wergenstein                                                                              | 1923 |
| Castro                      | Ticino                | Unită cu Corzoneso, Dongio, Largario, Leontica, Lottigna, Marolta, Ponto Valentino și Prugiasco       | Acquarossa                                                                                     | 2004 |
| Cavadura                    | Grisons               | Inclusă în Grüsch                                                                                     | Grüsch                                                                                         | 1875 |
| Cavergno                    | Ticino                | Inclusă în Cevio                                                                                      | Cevio                                                                                          | 2006 |
| Champmartin                 | Vaud                  | Inclusă în Cudrefin                                                                                   | Cudrefin                                                                                       | 2002 |
| Chandolin                   | Valais                | Unită cu Ayer, Grimentz, Saint Jean, Saint-Luc and Vissoie                                            | Anniviers                                                                                      | 2009 |
| Chandon                     | Fribourg              | Inclusă în Léchelles                                                                                  | Léchelles                                                                                      | 1994 |
| Chandossel                  | Fribourg              | Inclusă în Villarepos                                                                                 | Villarepos                                                                                     | 1983 |
| Chapelle                    | Fribourg              | Inclusă în Cheiry                                                                                     | Cheiry                                                                                         | 2005 |
| Chardonney-sur-Morges       | Vaud                  | Unită cu Bussy-sur-Morges                                                                             | Bussy-Chardonney                                                                               | 1961 |
| Charmoille                  | Jura                  | Unită cu Asuel, Fregiécourt, Miécourt și Pleujouse                                                    | La Baroche                                                                                     | 2009 |
| Chavannes-les-Forts         | Fribourg              | Inclusă în Siviriez                                                                                   | Siviriez                                                                                       | 2004 |
| Chavannes-sous-Orsonnens    | Fribourg              | Unită cu Orsonnens, Villargiroud și Villarsiviriaux                                                   | Villorsonnens                                                                                  | 2001 |
| Chêne-Thônex                | Geneva                | Divizată în două                                                                                      | Chêne-Bourg Thônex                                                                             | 1869 |
| Chésalles                   | Fribourg              | Inclusă în Marly                                                                                      | Marly                                                                                          | 1976 |
| Chevenez                    | Jura                  | Unită cu Damvant, Réclère și Roche-d'Or                                                               | Haute-Ajoie                                                                                    | 2009 |
| Cimo                        | Ticino                | Inclusă în Bioggio                                                                                    | Bioggio                                                                                        | 2004 |
| Coglio                      | Ticino                | Inclusă în Maggia                                                                                     | Maggia                                                                                         | 2004 |
| Colla                       | Ticino                | Unită cu Insone, Piandera, Scareglia și Signôra                                                       | Valcolla                                                                                       | 1956 |
| Combes                      | Neuchâtel             | Inclusă în Le Landeron                                                                                | Le Landeron (known as Landeron-Combes until 1966)                                              | 1875 |
| Comologno                   | Ticino                | Unită cu Crana și Russo                                                                               | Onsernone                                                                                      | 1995 |
| Compesières                 | Geneva                | Divizată în două                                                                                      | Bardonnex Plan-les-Ouates                                                                      | 1851 |
| Cordast                     | Fribourg              | Inclusă în Gurmels                                                                                    | Gurmels                                                                                        | 2005 |
| Corjolens                   | Fribourg              | Unită cu Avry-sur-Matran                                                                              | Avry                                                                                           | 2001 |
| Corpataux                   | Fribourg              | Unită cu Magnedens                                                                                    | Corpataux-Magnedens                                                                            | 1999 |
| Cormagens                   | Fribourg              | Unită cu La Corbaz și Lossy-Formangueires                                                             | La Sonnaz                                                                                      | 2004 |
| Cormérod                    | Fribourg              | Unită cu Courtion, Cournillens și Misery                                                              | Misery-Courtion                                                                                | 1997 |
| Corsalettes                 | Fribourg              | Inclusă în Grolley                                                                                    | Grolley                                                                                        | 2000 |
| Corzoneso                   | Ticino                | Unită cu Castro, Dongio, Largario, Leontica, Lottigna, Marolta, Ponto Valentino și Prugiasco          | Acquarossa                                                                                     | 2004 |
| Cournillens                 | Fribourg              | Unită cu Courtion, Cormérod și Misery                                                                 | Misery-Courtion                                                                                | 1997 |
| Courtaman                   | Fribourg              | Inclusă în Courtepin                                                                                  | Courtepin                                                                                      | 2003 |
| Courtion                    | Fribourg              | Unită cu Cormérod, Cournillens și Misery                                                              | Misery-Courtion                                                                                | 1997 |
| Coussiberlé                 | Fribourg              | Inclusă în Courlevon                                                                                  | Courlevon                                                                                      | 1974 |
| Crana                       | Ticino                | Unită cu Comologno și Russo                                                                           | Onsernone                                                                                      | 1995 |
| Croglio-Castelrotto         | Ticino                | Unită cu Biogno-Beride                                                                                | Croglio                                                                                        | 1976 |
| Cureggia                    | Ticino                | Inclusă în Lugano                                                                                     | Lugano                                                                                         | 2004 |
| Cutterwil                   | Fribourg              | Inclusă în Belfaux                                                                                    | Belfaux                                                                                        | 1977 |
| Damvant                     | Jura                  | Unită cu Chevenez, Réclère și Roche-d'Or                                                              | Haute-Ajoie                                                                                    | 2009 |
| Daro                        | Ticino                | Inclusă în Bellinzona                                                                                 | Bellinzona                                                                                     | 1907 |
| Dättwil                     | Aargau                | Inclusă în Dättwil                                                                                    | Dättwil                                                                                        | 1962 |
| Davesco-Soragno             | Ticino                | Inclusă în Lugano                                                                                     | Lugano                                                                                         | 2004 |
| Delley                      | Fribourg              | Unită cu Portalban                                                                                    | Delley-Portalban                                                                               | 2005 |
| Dettighofen                 | Thurgau               | Inclusă în Pfyn                                                                                       | Pfyn                                                                                           | 1998 |
| Diesbach                    | Glarus                | Inclusă în Luchsingen                                                                                 | Luchsingen                                                                                     | 2004 |
| Dippishausen-Oftershausen   | Thurgau               | Inclusă în Siegershausen                                                                              | Siegershausen                                                                                  | 1984 |
| Donath                      | Grisons               | Unită cu Patzen-Fardün                                                                                | Donat                                                                                          | 2003 |
| Donatyre                    | Vaud                  | Inclusă în Avenches                                                                                   | Avenches                                                                                       | 2006 |
| Dongio                      | Ticino                | Unită cu Castro, Corzoneso, Largario, Leontica, Lottigna, Marolta, Ponto Valentino și Prugiasco       | Acquarossa                                                                                     | 2004 |
| Donzhausen                  | Thurgau               | Inclusă în Sulgen                                                                                     | Sulgen                                                                                         | 1996 |
| Dotnacht                    | Thurgau               | Unită cu Alterswilen, Altishausen, Ellighausen, Hugelshofen, Lippoldswilen, Neuwilen și Siegershausen | Kemmental                                                                                      | 1996 |
| Dünnershaus                 | Thurgau               | Inclusă în Langrickenbach                                                                             | Langrickenbach                                                                                 | 1998 |
| Dussnang                    | Thurgau               | Inclusă în Fischingen                                                                                 | Fischingen                                                                                     | 1972 |
| Eaux-Vives                  | Geneva                | Inclusă în Geneva                                                                                     | Geneva                                                                                         | 1931 |
| Ebligen                     | Berna                 | Inclusă în Oberried am Brienzersee                                                                    | Oberried am Brienzersee                                                                        | 1914 |
| Ebnat                       | St. Gallen            | Unită cu Kappel                                                                                       | Ebnat-Kappel                                                                                   | 1965 |
| Ecuvillens                  | Fribourg              | Unită cu Posieux                                                                                      | Hauterive                                                                                      | 2001 |
| Ellighausen                 | Thurgau               | Unită cu Alterswilen, Altishausen, Dotnacht, Hugelshofen, Lippoldswilen, Neuwilen și Siegershausen    | Kemmental                                                                                      | 1996 |
| Emmishofen                  | Thurgau               | Inclusă în Kreuzlingen                                                                                | Kreuzlingen                                                                                    | 1928 |
| Enge                        | Zürich                | Inclusă în Zürich                                                                                     | Zürich                                                                                         | 1893 |
| Engishofen                  | Thurgau               | Inclusă în Erlen                                                                                      | Erlen                                                                                          | 1995 |
| Englisberg                  | Berna                 | Unită cu Zimmerwald                                                                                   | Wald                                                                                           | 2004 |
| Engwang                     | Thurgau               | Inclusă în Wigoltingen                                                                                | Wigoltingen                                                                                    | 1995 |
| Engwilen                    | Thurgau               | Inclusă în Wäldi                                                                                      | Wäldi                                                                                          | 1995 |
| Ennetaach                   | Thurgau               | Inclusă în Erlen                                                                                      | Erlen                                                                                          | 1995 |
| Enney                       | Fribourg              | Unită cu Estavannens și Villars-sous-Mont                                                             | Bas-Intyamon                                                                                   | 2004 |
| Envy                        | Vaud                  | Unită cu Romainmôtier                                                                                 | Romainmôtier-Envy                                                                              | 1970 |
| Epagnier                    | Neuchâtel             | Unită cu Marin                                                                                        | Marin-Epagnier                                                                                 | 1888 |
| Epauvillers                 | Jura                  | Unită cu Epiquerez, Montenol, Montmelon, Ocourt, Saint-Ursanne și Seleute                             | Clos du Doubs                                                                                  | 2009 |
| Epiquerez                   | Jura                  | Unită cu Epauvillers, Montenol, Montmelon, Ocourt, Saint-Ursanne și Seleute                           | Clos du Doubs                                                                                  | 2009 |
| Eschiens                    | Fribourg              | Inclusă în Ecublens                                                                                   | Ecublens                                                                                       | 1969 |
| Eschikofen                  | Thurgau               | Inclusă în Hüttlingen                                                                                 | Hüttlingen                                                                                     | 1999 |
| Essert                      | Fribourg              | Unită cu Bonnefontaine, Montévraz, Oberried, Praroman și Zénauva                                      | Le Mouret                                                                                      | 2003 |
| Estavannens                 | Fribourg              | Unită cu Estavannens și Villars-sous-Mont                                                             | Bas-Intyamon                                                                                   | 2004 |
| Estavayer-le-Gibloux        | Fribourg              | Unită cu Rueyres-Saint-Laurent, Villarlod și Villarsel-le-Gibloux                                     | Le Glèbe                                                                                       | 2003 |
| Estévenens                  | Fribourg              | Inclusă în Vuisternens-devant-Romont                                                                  | Vuisternens-devant-Romont                                                                      | 2003 |
| Ettenhausen                 | Thurgau               | Inclusă în Aadorf                                                                                     | Aadorf                                                                                         | 1996 |
| Eyholz                      | Valais                | Inclusă în Visp                                                                                       | Visp                                                                                           | 1972 |
| Fahrhof                     | Thurgau               | Inclusă în Oberneunforn                                                                               | Oberneunforn                                                                                   | 1870 |
| Farvagny-le-Grand           | Fribourg              | Unită cu Farvagny-le-Petit, Grenilles și Posat                                                        | Farvagny                                                                                       | 1996 |
| Farvagny-le-Petit           | Fribourg              | Unită cu Farvagny-le-Grand, Grenilles și Posat                                                        | Farvagny                                                                                       | 1996 |
| Felben                      | Thurgau               | Unită cu Wellhausen                                                                                   | Felben-Wellhausen                                                                              | 1983 |
| Fenin                       | Neuchâtel             | Unită cu Vilars și Saules                                                                             | Fenin-Vilars-Saules                                                                            | 1875 |
| Feschel                     | Valais                | Unită cu Guttet                                                                                       | Guttet-Feschel                                                                                 | 2000 |
| Fescoggia                   | Ticino                | Unită cu Arosio, Breno, Mugena și Vezio                                                               | Alto Malcantone                                                                                | 2005 |
| Fiaugères                   | Fribourg              | Inclusă în Saint-Martin                                                                               | Saint-Martin                                                                                   | 2004 |
| Fluntern                    | Zürich                | Inclusă în Zürich                                                                                     | Zürich                                                                                         | 1893 |
| Formangueires               | Fribourg              | Unită cu Lossy                                                                                        | Lossy-Formangueires                                                                            | 1982 |
| Forst                       | Berna                 | Unită cu Längenbühl                                                                                   | Forst-Längenbühl                                                                               | 2007 |
| Franex                      | Fribourg              | Inclusă în Murist                                                                                     | Murist                                                                                         | 1992 |
| Frasnacht                   | Thurgau               | Inclusă în Arbon                                                                                      | Arbon                                                                                          | 1998 |
| Frasses                     | Fribourg              | Unită cu Aumont, Granges-de-Vesin și Montet                                                           | Les Montets                                                                                    | 2004 |
| Fregiécourt                 | Jura                  | Unită cu Asuel, Charmoille, Miécourt și Pleujouse                                                     | La Baroche                                                                                     | 2009 |
| Friltschen                  | Thurgau               | Inclusă în Bussnang                                                                                   | Bussnang                                                                                       | 1996 |
| Fruthwilen                  | Thurgau               | Inclusă în Salenstein                                                                                 | Salenstein                                                                                     | 1979 |
| Fusio                       | Ticino                | Unită cu Broglio, Brontallo, Menzonio, Peccia și Prato-Sornico                                        | Lavizzara                                                                                      | 2004 |
| Fuyens                      | Fribourg              | Inclusă în Villaz-Saint-Pierre                                                                        | Villaz-Saint-Pierre                                                                            | 1978 |
| Gächliwil                   | Solothurn             | Unită cu Lüterswil                                                                                    | Lüterswil-Gächliwil                                                                            | 1995 |
| Gandria                     | Ticino                | Inclusă în Lugano                                                                                     | Lugano                                                                                         | 2004 |
| Gasenried                   | Valais                | Inclusă în St. Niklaus                                                                                | St. Niklaus                                                                                    | 1870 |
| Gäserz                      | Berna                 | Inclusă în Brüttelen                                                                                  | Brüttelen                                                                                      | 1917 |
| Gentilino                   | Ticino                | Unită cu Agra și Montagnola                                                                           | Collina d'Oro                                                                                  | 2004 |
| Gerlikon                    | Thurgau               | Inclusă în Frauenfeld                                                                                 | Frauenfeld                                                                                     | 1998 |
| Geschinen                   | Valais                | Unită cu Münster                                                                                      | Münster-Geschinen                                                                              | 2004 |
| Ghirone                     | Ticino                | Unită cu Aquila, Campo Blenio, Olivone și Torre                                                       | Blenio                                                                                         | 2006 |
| Gillarens                   | Fribourg              | Inclusă în Rue                                                                                        | Rue                                                                                            | 2001 |
| Giumaglio                   | Ticino                | Inclusă în Maggia                                                                                     | Maggia                                                                                         | 2004 |
| Glis                        | Valais                | Unită cu Brig și Brigerbad                                                                            | Brig-Glis                                                                                      | 1972 |
| Gluringen                   | Valais                | Unită cu Reckingen                                                                                    | Reckingen-Gluringen                                                                            | 1972 |
| Goldiwil                    | Berna                 | Inclusă în Thun                                                                                       | Thun                                                                                           | 1913 |
| Goldswil                    | Berna                 | Inclusă în Ringgenberg                                                                                | Ringgenberg                                                                                    | 1853 |
| Götighofen                  | Thurgau               | Inclusă în Sulgen                                                                                     | Sulgen                                                                                         | 1996 |
| Gottshaus                   | Thurgau               | Unită cu Hauptwil                                                                                     | Hauptwil-Gottshaus                                                                             | 1996 |
| Graltshausen                | Thurgau               | Inclusă în Berg                                                                                       | Berg                                                                                           | 1995 |
| Grange-la-Battiaz           | Fribourg              | Inclusă în Chavannes-sous-Orsonnens                                                                   | Chavannes-sous-Orsonnens                                                                       | 1866 |
| Granges                     | Valais                | Inclusă în Sierre                                                                                     | Sierre                                                                                         | 1972 |
| Granges-de-Vesin            | Fribourg              | Unită cu Aumont, Frasses și Montet                                                                    | Les Montets                                                                                    | 2004 |
| Grattavache                 | Fribourg              | Unită cu Le Crêt și Progens                                                                           | La Verrerie                                                                                    | 2004 |
| Grenilles                   | Fribourg              | Unită cu Farvagny-le-Grand, Farvagny-le-Petit și Posat                                                | Farvagny                                                                                       | 1996 |
| Griesenberg                 | Thurgau               | Unită cu Amlikon, Bissegg și Strohwilen                                                               | Amlikon-Bissegg                                                                                | 1995 |
| Grimentz                    | Valais                | Unită cu Ayer, Chandolin, Saint Jean, Saint-Luc and Vissoie                                           | Anniviers                                                                                      | 2009 |
| Grod                        | Solothurn             | Inclusă în Gretzenbach                                                                                | Gretzenbach                                                                                    | 1973 |
| Grossgurmels                | Fribourg              | Unită cu Monterschu                                                                                   | Gurmels                                                                                        | 1978 |
| Grossguschelmuth            | Fribourg              | Unită cu Kleinguschelmuth                                                                             | Guschelmuth                                                                                    | 1978 |
| Grumo                       | Ticino                | Inclusă în Torre                                                                                      | Torre                                                                                          | 1928 |
| Gründen                     | Valais                | Inclusă în Ausserberg                                                                                 | Ausserberg                                                                                     | 1923 |
| Gündelhart-Hörhausen        | Thurgau               | Inclusă în Homburg                                                                                    | Homburg                                                                                        | 1999 |
| Gumefens                    | Fribourg              | Unită cu Avry-devant-Pont și Le Bry                                                                   | Pont-en-Ogoz                                                                                   | 2003 |
| Guntershausen bei Aadorf    | Thurgau               | Inclusă în Aadorf                                                                                     | Aadorf                                                                                         | 1996 |
| Guntershausen bei Birwinken | Thurgau               | Inclusă în Berg                                                                                       | Berg                                                                                           | 1995 |
| Guschelmuth                 | Fribourg              | Inclusă în Gurmels                                                                                    | Gurmels                                                                                        | 2003 |
| Gutenburg                   | Berna                 | Inclusă în Madiswil                                                                                   | Madiswil                                                                                       | 2007 |
| Guttet                      | Valais                | Unită cu Feschel                                                                                      | Guttet-Feschel                                                                                 | 2000 |
| Gysenstein                  | Berna                 | Unită cu Stalden im Emmental                                                                          | Konolfingen                                                                                    | 1933 |
| Halden                      | Thurgau               | Inclusă în Bischofszell                                                                               | Bischofszell                                                                                   | 1996 |
| Happerswil-Buch             | Thurgau               | Inclusă în Birwinken                                                                                  | Birwinken                                                                                      | 1995 |
| Harenwilen                  | Thurgau               | Inclusă în Hüttlingen                                                                                 | Hüttlingen                                                                                     | 1999 |
| Hätzingen                   | Glarus                | Inclusă în Luchsingen                                                                                 | Luchsingen                                                                                     | 2004 |
| Hauben                      | Berna                 | Inclusă în Oberdiessbach                                                                              | Oberdiessbach                                                                                  | 1888 |
| Hauptwil                    | Thurgau               | Unită cu Gottshaus                                                                                    | Hauptwil-Gottshaus                                                                             | 1996 |
| Heiligkreuz                 | Thurgau               | Inclusă în Wuppenau                                                                                   | Wuppenau                                                                                       | 1971 |
| Heinrichswil                | Solothurn             | Unită cu Winistorf                                                                                    | Heinrichswil-Winistorf                                                                         | 1993 |
| Heldswil                    | Thurgau               | Inclusă în Hohentannen                                                                                | Hohentannen                                                                                    | 1999 |
| Hemmerswil                  | Thurgau               | Inclusă în Amriswil                                                                                   | Amriswil                                                                                       | 1925 |
| Hennens                     | Fribourg              | Unită cu Billens                                                                                      | Billens-Hennens                                                                                | 1998 |
| Herblingen                  | Schaffhausen          | Inclusă în Schaffhausen                                                                               | Schaffhausen                                                                                   | 1964 |
| Herlisberg                  | Lucerna               | Inclusă în Römerswil                                                                                  | Römerswil                                                                                      | 2005 |
| Herrenhof                   | Thurgau               | Inclusă în Langrickenbach                                                                             | Langrickenbach                                                                                 | 1998 |
| Herten                      | Thurgau               | Inclusă în Frauenfeld                                                                                 | Frauenfeld                                                                                     | 1919 |
| Hessenreuti                 | Thurgau               | Inclusă în Sulgen                                                                                     | Sulgen                                                                                         | 1996 |
| Hirschberg                  | Appenzell Innerrhoden | Inclusă în Oberegg                                                                                    | Oberegg                                                                                        | 1872 |
| Hirslanden                  | Zürich                | Inclusă în Zürich                                                                                     | Zürich                                                                                         | 1893 |
| Hof Chur                    | Grisons               | Inclusă în Chur                                                                                       | Chur                                                                                           | 1852 |
| Holzmannshaus               | Thurgau               | Divizată în două                                                                                      | Sirnach Oberhofen bei Münchwilen                                                               | 1871 |
| Höngg                       | Zürich                | Inclusă în Zürich                                                                                     | Zürich                                                                                         | 1934 |
| Horben                      | Thurgau               | Divizată în câteva comune                                                                             | Eschlikon Sirnach                                                                              | 1919 |
| Horgenbach                  | Thurgau               | Inclusă în Frauenfeld                                                                                 | Frauenfeld                                                                                     | 1919 |
| Hosenruck                   | Thurgau               | Inclusă în Wuppenau                                                                                   | Wuppenau                                                                                       | 1971 |
| Hottingen                   | Zürich                | Inclusă în Zürich                                                                                     | Zürich                                                                                         | 1893 |
| Huben                       | Thurgau               | Inclusă în Frauenfeld                                                                                 | Frauenfeld                                                                                     | 1919 |
| Hugelshofen                 | Thurgau               | Unită cu Alterswilen, Altishausen, Dotnacht, Ellighausen, Lippoldswilen, Neuwilen și Siegershausen    | Kemmental                                                                                      | 1996 |
| Iberg                       | Schwyz                | Divizată în două                                                                                      | Oberiberg Unteriberg                                                                           | 1884 |
| Ichertswil                  | Solothurn             | Unită cu Lüterkofen                                                                                   | Lüterkofen-Ichertswil                                                                          | 1961 |
| Illens                      | Fribourg              | Inclusă în Rossens                                                                                    | Rossens                                                                                        | 1972 |
| Illhart                     | Thurgau               | Inclusă în Wigoltingen                                                                                | Wigoltingen                                                                                    | 1995 |
| Illighausen                 | Thurgau               | Unită cu Oberhofen bei Kreuzlingen                                                                    | Lengwil                                                                                        | 1998 |
| Innerbirrmoos               | Berna                 | Unită cu Ausserbirrmoos și Otterbach                                                                  | Linden                                                                                         | 1946 |
| Innerferrera                | Grisons               | Unită cu Ausserferrera                                                                                | Ferrera                                                                                        | 2008 |
| Insone                      | Ticino                | Unită cu Colla, Piandera, Scareglia și Signôra                                                        | Valcolla                                                                                       | 1956 |
| Isenfluh                    | Berna                 | Inclusă în Lauterbrunnen                                                                              | Lauterbrunnen                                                                                  | 1973 |
| Islikon                     | Thurgau               | Inclusă în Gachnang                                                                                   | Gachnang                                                                                       | 1998 |
| Istighofen                  | Thurgau               | Inclusă în Bürglen                                                                                    | Bürglen                                                                                        | 1995 |
| Jona                        | St. Gallen            | Unită cu Rapperswil                                                                                   | Rapperswil-Jona                                                                                | 2007 |
| Kaltenbach                  | Thurgau               | Inclusă în Wagenhausen                                                                                | Wagenhausen                                                                                    | 1995 |
| Kalthäusern                 | Thurgau               | Inclusă în Lommis                                                                                     | Lommis                                                                                         | 1995 |
| Kappel                      | St. Gallen            | Unită cu Ebnat                                                                                        | Ebnat-Kappel                                                                                   | 1965 |
| Kefikon                     | Thurgau               | Inclusă în Gachnang                                                                                   | Gachnang                                                                                       | 1998 |
| Kempfhof                    | Aargau                | Inclusă în Würenlos                                                                                   | Würenlos                                                                                       | 1900 |
| Kerenzen-Mühlehorn          | Glarus                | Divizată în trei                                                                                      | Filzbach Mühlehorn Obstalden                                                                   | 1887 |
| Klarsreuti                  | Thurgau               | Inclusă în Birwinken                                                                                  | Birwinken                                                                                      | 1995 |
| Kleingurmels                | Fribourg              | Inclusă în Gurmels                                                                                    | Gurmels                                                                                        | 2000 |
| Kleinguschelmuth            | Fribourg              | Unită cu Grossguschelmuth                                                                             | Guschelmuth                                                                                    | 1978 |
| Kleinhüningen               | Basel-City            | Inclusă în Basel                                                                                      | Basel                                                                                          | 1908 |
| Kottwil                     | Lucerna               | Inclusă în Ettiswil                                                                                   | Ettiswil                                                                                       | 2006 |
| Kradolf                     | Thurgau               | Unită cu Buhwil, Neukirch an der Thur și Schönenberg an der Thur                                      | Kradolf-Schönenberg                                                                            | 1996 |
| Krillberg                   | Thurgau               | Inclusă în Wängi                                                                                      | Wängi                                                                                          | 1969 |
| Krummenau                   | St. Gallen            | Unită cu Nesslau                                                                                      | Nesslau-Krummenau                                                                              | 2005 |
| Kulmerau                    | Lucerna               | Inclusă în Triengen                                                                                   | Triengen                                                                                       | 2005 |
| Kümmertshausen              | Thurgau               | Inclusă în Erlen                                                                                      | Erlen                                                                                          | 1995 |
| Kurzdorf                    | Thurgau               | Inclusă în Frauenfeld                                                                                 | Frauenfeld                                                                                     | 1919 |
| Kurzrickenbach              | Thurgau               | Inclusă în Kreuzlingen                                                                                | Kreuzlingen                                                                                    | 1927 |
| La Bâtiaz                   | Valais                | Inclusă în Martigny-Ville                                                                             | Martigny-Ville                                                                                 | 1956 |
| La Corbaz                   | Fribourg              | Unită cu Cormagens și Lossy-Formangueires                                                             | La Sonnaz                                                                                      | 2004 |
| La Coudre                   | Neuchâtel             | Inclusă în Neuchâtel                                                                                  | Neuchâtel                                                                                      | 1930 |
| La Joux                     | Fribourg              | Inclusă în Vuisternens-devant-Romont                                                                  | Vuisternens-devant-Romont                                                                      | 2003 |
| La Magne                    | Fribourg              | Inclusă în Vuisternens-devant-Romont                                                                  | Vuisternens-devant-Romont                                                                      | 2003 |
| La Neirigue                 | Fribourg              | Inclusă în Vuisternens-devant-Romont                                                                  | Vuisternens-devant-Romont                                                                      | 2004 |
| La Rogivue                  | Vaud                  | Inclusă în Maracon                                                                                    | Maracon                                                                                        | 2003 |
| La Rougève                  | Fribourg              | Inclusă în Semsales                                                                                   | Semsales                                                                                       | 1968 |
| La Vounaise                 | Fribourg              | Inclusă în Murist                                                                                     | Murist                                                                                         | 1981 |
| Landarenca                  | Grisons               | Inclusă în Arvigo                                                                                     | Arvigo                                                                                         | 1980 |
| Landschlacht                | Thurgau               | Unită cu a part of Scherzingen                                                                        | Münsterlingen                                                                                  | 1994 |
| Langdorf                    | Thurgau               | Inclusă în Frauenfeld                                                                                 | Frauenfeld                                                                                     | 1919 |
| Längenbühl                  | Berna                 | Unită cu Forst                                                                                        | Forst-Längenbühl                                                                               | 2007 |
| Langenhart                  | Thurgau               | Inclusă în Müllheim                                                                                   | Müllheim                                                                                       | 1967 |
| Langnau bei Reiden          | Lucerna               | Inclusă în Reiden                                                                                     | Reiden                                                                                         | 2006 |
| Lanterswil                  | Thurgau               | Inclusă în Bussnang                                                                                   | Bussnang                                                                                       | 1996 |
| Lanzenneunforn              | Thurgau               | Inclusă în Herdern                                                                                    | Herdern                                                                                        | 1998 |
| Largario                    | Ticino                | Unită cu Castro, Corzoneso, Dongio, Leontica, Lottigna, Marolta, Ponto Valentino și Prugiasco         | Acquarossa                                                                                     | 2004 |
| Latsch                      | Grisons               | Inclusă în Bergün                                                                                     | Bergün                                                                                         | 1912 |
| Laufen Stadt                | Berna                 | Unită cu Laufen Vorstadt                                                                              | Laufen                                                                                         | 1852 |
| Laufen Vorstadt             | Berna                 | Unită cu Laufen Stadt                                                                                 | Laufen                                                                                         | 1852 |
| Lauffohr                    | Aargau                | Inclusă în Brugg                                                                                      | Brugg                                                                                          | 1970 |
| Lavey                       | Vaud                  | Unită cu Morcles                                                                                      | Lavey-Morcles                                                                                  | 1852 |
| Le Bry                      | Fribourg              | Unită cu Avry-devant-Pont și Gumefens                                                                 | Pont-en-Ogoz                                                                                   | 2003 |
| Le Crêt                     | Fribourg              | Unită cu Grattavache și Progens                                                                       | La Verrerie                                                                                    | 2004 |
| Le Petit-Saconnex           | Geneva                | Inclusă în Geneva                                                                                     | Geneva                                                                                         | 1931 |
| Le Saulgy                   | Fribourg              | Inclusă în Siviriez                                                                                   | Siviriez                                                                                       | 1978 |
| Leimbach                    | Thurgau               | Inclusă în Bürglen                                                                                    | Bürglen                                                                                        | 1995 |
| Lentigny                    | Fribourg              | Unită cu Onnens și Lovens                                                                             | La Brillaz                                                                                     | 2001 |
| Leontica                    | Ticino                | Unită cu Castro, Corzoneso, Dongio, Largario, Lottigna, Marolta, Ponto Valentino și Prugiasco         | Acquarossa                                                                                     | 2004 |
| Les Ecasseys                | Fribourg              | Inclusă în Vuisternens-devant-Romont                                                                  | Vuisternens-devant-Romont                                                                      | 2003 |
| Les Eplatures               | Neuchâtel             | Inclusă în La Chaux-de-Fonds                                                                          | La Chaux-de-Fonds                                                                              | 1900 |
| Les Friques                 | Fribourg              | Inclusă în Saint-Aubin                                                                                | Saint-Aubin                                                                                    | 1991 |
| Les Glânes                  | Fribourg              | Inclusă în Romont                                                                                     | Romont                                                                                         | 1981 |
| Lessoc                      | Fribourg              | Unită cu Albeuve, Montbovon și Neirivue                                                               | Haut-Intyamon                                                                                  | 2002 |
| Leuggelbach                 | Glarus                | Inclusă în Haslen                                                                                     | Haslen                                                                                         | 2006 |
| Liebistorf                  | Fribourg              | Inclusă în Gurmels                                                                                    | Gurmels                                                                                        | 2003 |
| Lieffrens                   | Fribourg              | Inclusă în Vuisternens-devant-Romont                                                                  | Vuisternens-devant-Romont                                                                      | 2003 |
| Lieli                       | Aargau                | Inclusă în Oberwil                                                                                    | Oberwil                                                                                        | 1909 |
| Lieli                       | Lucerna               | Inclusă în Hohenrain                                                                                  | Hohenrain                                                                                      | 2007 |
| Lipperswil                  | Thurgau               | Inclusă în Wäldi                                                                                      | Wäldi                                                                                          | 1995 |
| Lippoldswilen               | Thurgau               | Unită cu Alterswilen, Altishausen, Dotnacht, Ellighausen, Hugelshofen, Neuwilen și Siegershausen      | Kemmental                                                                                      | 1996 |
| Loco                        | Ticino                | Unită cu Auressio și Berzona                                                                          | Isorno                                                                                         | 2001 |
| Lodano                      | Ticino                | Inclusă în Maggia                                                                                     | Maggia                                                                                         | 2004 |
| Lohn                        | Solothurn             | Unită cu Ammannsegg                                                                                   | Lohn-Ammannsegg                                                                                | 1993 |
| Lopagno                     | Ticino                | Unită cu Cagiallo, Roveredo, Sala Capriasca, Tesserete și Vaglio                                      | Capriasca                                                                                      | 2001 |
| Lossy                       | Fribourg              | Unită cu Formangueires                                                                                | Lossy-Formangueires                                                                            | 1982 |
| Lossy-Formangueires         | Fribourg              | Unită cu Cormagens și La Corbaz                                                                       | La Sonnaz                                                                                      | 2004 |
| Lottigna                    | Ticino                | Unită cu Castro, Corzoneso, Dongio, Largario, Leontica, Marolta, Ponto Valentino și Prugiasco         | Acquarossa                                                                                     | 2004 |
| Lovens                      | Fribourg              | Unită cu Onnens și Lentigny                                                                           | La Brillaz                                                                                     | 2001 |
| Lüsai                       | Grisons               | Inclusă în Lü                                                                                         | Lü                                                                                             | 1878 |
| Lussery                     | Vaud                  | Unită cu Villars-Lussery                                                                              | Lussery-Villars                                                                                | 1999 |
| Lussy                       | Fribourg              | Unită cu Villarimboud                                                                                 | La Folliaz                                                                                     | 2005 |
| Lustdorf                    | Thurgau               | Inclusă în Thundorf                                                                                   | Thundorf                                                                                       | 1995 |
| Lüterkofen                  | Solothurn             | Unită cu Ichertswil                                                                                   | Lüterkofen-Ichertswil                                                                          | 1961 |
| Lüterswil                   | Solothurn             | Unită cu Gächliwil                                                                                    | Lüterswil-Gächliwil                                                                            | 1995 |
| Macconnens                  | Fribourg              | Inclusă în Villarimboud                                                                               | Villarimboud                                                                                   | 1973 |
| Madretsch                   | Berna                 | Inclusă în Biel                                                                                       | Biel                                                                                           | 1920 |
| Magnedens                   | Fribourg              | Unită cu Corpataux                                                                                    | Corpataux-Magnedens                                                                            | 1999 |
| Mannenbach                  | Thurgau               | Inclusă în Salenstein                                                                                 | Salenstein                                                                                     | 1979 |
| Mannens-Grandsivaz          | Fribourg              | Inclusă în Montagny                                                                                   | Montagny                                                                                       | 2004 |
| Marin                       | Neuchâtel             | Unită cu Epagnier                                                                                     | Marin-Epagnier                                                                                 | 1888 |
| Marly-le-Grand              | Fribourg              | Unită cu Marly-le-Petit                                                                               | Marly                                                                                          | 1970 |
| Marly-le-Petit              | Fribourg              | Unită cu Marly-le-Grand                                                                               | Marly                                                                                          | 1970 |
| Marolta                     | Ticino                | Unită cu Castro, Corzoneso, Dongio, Largario, Leontica, Lottigna, Ponto Valentino și Prugiasco        | Acquarossa                                                                                     | 2004 |
| Martigny-Bourg              | Valais                | Unită cu Martigny-Ville                                                                               | Martigny                                                                                       | 1964 |
| Martigny-Ville              | Valais                | Unită cu Martigny-Bourg                                                                               | Martigny                                                                                       | 1964 |
| Märwil                      | Thurgau               | Inclusă în Affeltrangen                                                                               | Affeltrangen                                                                                   | 1995 |
| Mattwil                     | Thurgau               | Inclusă în Birwinken                                                                                  | Birwinken                                                                                      | 1995 |
| Maules                      | Fribourg              | Inclusă în Sâles                                                                                      | Sâles                                                                                          | 2001 |
| Mauren                      | Thurgau               | Inclusă în Berg                                                                                       | Berg                                                                                           | 1995 |
| Mellstorf                   | Aargau                | Inclusă în Wislikofen                                                                                 | Wislikofen                                                                                     | 1899 |
| Menzonio                    | Ticino                | Unită cu Broglio, Brontallo, Fusio, Peccia și Prato-Sornico                                           | Lavizzara                                                                                      | 2004 |
| Messen-Scheunen             | Berna                 | Unită cu Oberscheunen                                                                                 | Scheunen                                                                                       | 1912 |
| Mett                        | Berna                 | Inclusă în Biel                                                                                       | Biel                                                                                           | 1920 |
| Mett-Oberschlatt            | Thurgau               | Unită cu Unterschlatt                                                                                 | Schlatt                                                                                        | 1999 |
| Mettendorf                  | Thurgau               | Inclusă în Hüttlingen                                                                                 | Hüttlingen                                                                                     | 1999 |
| Mettlen                     | Thurgau               | Inclusă în Bussnang                                                                                   | Bussnang                                                                                       | 1996 |
| Middes                      | Fribourg              | Unită cu Torny-le-Grand                                                                               | Torny                                                                                          | 2004 |
| Miécourt                    | Jura                  | Unită cu Asuel, Charmoille, Fregiécourt și Pleujouse                                                  | La Baroche                                                                                     | 2009 |
| Misery                      | Fribourg              | Unită cu Courtion, Cormérod și Cournillens                                                            | Misery-Courtion                                                                                | 1997 |
| Moghegno                    | Ticino                | Inclusă în Maggia                                                                                     | Maggia                                                                                         | 2004 |
| Montagnola                  | Ticino                | Unită cu Agra și Gentilino                                                                            | Collina d'Oro                                                                                  | 2004 |
| Montagny-la-Ville           | Fribourg              | Unită cu Montagny-les-Monts                                                                           | Montagny                                                                                       | 2000 |
| Montagny-les-Monts          | Fribourg              | Unită cu Montagny-la-Ville                                                                            | Montagny                                                                                       | 2000 |
| Montborget                  | Fribourg              | Inclusă în Murist                                                                                     | Murist                                                                                         | 1981 |
| Montbovon                   | Fribourg              | Unită cu Albeuve, Lessoc și Neirivue                                                                  | Haut-Intyamon                                                                                  | 2002 |
| Monte                       | Ticino                | Inclusă în Castel San Pietro                                                                          | Castel San Pietro                                                                              | 2004 |
| Montécu                     | Fribourg              | Inclusă în Bonnefontaine                                                                              | Bonnefontaine                                                                                  | 1989 |
| Montenol                    | Jura                  | Unită cu Epauvillers, Epiquerez, Montmelon, Ocourt, Saint-Ursanne și Seleute                          | Clos du Doubs                                                                                  | 2009 |
| Monterschu                  | Fribourg              | Unită cu Grossgurmels                                                                                 | Gurmels                                                                                        | 1978 |
| Montet                      | Fribourg              | Unită cu Aumont, Frasses și Granges-de-Vesin                                                          | Les Montets                                                                                    | 2004 |
| Montévraz                   | Fribourg              | Unită cu Bonnefontaine, Essert, Montévraz, Praroman și Zénauva                                        | Le Mouret                                                                                      | 2003 |
| Montmelon                   | Jura                  | Unită cu Epauvillers, Epiquerez, Montenol, Ocourt, Saint-Ursanne și Seleute                           | Clos du Doubs                                                                                  | 2009 |
| Montreux-Châtelard          | Vaud                  | Unită cu Montreux-Planches                                                                            | Montreux                                                                                       | 1962 |
| Montreux-Planches           | Vaud                  | Unită cu Montreux-Châtelard                                                                           | Montreux                                                                                       | 1962 |
| Montvoie                    | Berna                 | Inclusă în Ocourt                                                                                     | Ocourt                                                                                         | 1882 |
| Morcles                     | Vaud                  | Unită cu Lavey                                                                                        | Lavey-Morcles                                                                                  | 1852 |
| Morlens                     | Fribourg              | Inclusă în Vuarmarens                                                                                 | Vuarmarens                                                                                     | 1991 |
| Mossel                      | Fribourg              | Inclusă în Ursy                                                                                       | Ursy                                                                                           | 2001 |
| Mugena                      | Ticino                | Unită cu Arosio, Breno, Fescoggia și Vezio                                                            | Alto Malcantone                                                                                | 2005 |
| Mühlebach                   | Valais                | Inclusă în Ernen                                                                                      | Ernen                                                                                          | 2004 |
| Mühlebach bei Amriswil      | Thurgau               | Inclusă în Amriswil                                                                                   | Amriswil                                                                                       | 1932 |
| Mühlethal                   | Aargau                | Inclusă în Zofingen                                                                                   | Zofingen                                                                                       | 2002 |
| Mullen                      | Berna                 | Inclusă în Tschugg                                                                                    | Tschugg                                                                                        | 1946 |
| Münster                     | Valais                | Unită cu Geschinen                                                                                    | Münster-Geschinen                                                                              | 2004 |
| Neirivue                    | Fribourg              | Unită cu Albeuve, Lessoc și Montbovon                                                                 | Haut-Intyamon                                                                                  | 2002 |
| Nesselnbach                 | Aargau                | Inclusă în Niederwil                                                                                  | Niederwil                                                                                      | 1901 |
| Nesslau                     | St. Gallen            | Unită cu Krummenau                                                                                    | Nesslau-Krummenau                                                                              | 2005 |
| Neuhaus                     | Fribourg              | Inclusă în Plasselb                                                                                   | Plasselb                                                                                       | 1971 |
| Neukirch an der Thur        | Thurgau               | Unită cu Buhwil, Kradolf și Schönenberg an der Thur                                                   | Kradolf-Schönenberg                                                                            | 1996 |
| Neuwilen                    | Thurgau               | Unită cu Alterswilen, Altishausen, Dotnacht, Ellighausen, Hugelshofen, Lippoldswilen și Siegershausen | Kemmental                                                                                      | 1996 |
| Nidfurn                     | Glarus                | Inclusă în Haslen                                                                                     | Haslen                                                                                         | 2006 |
| Niederernen                 | Valais                | Inclusă în Ernen                                                                                      | Ernen                                                                                          | 1872 |
| Niederneunforn              | Thurgau               | Inclusă în Neunforn                                                                                   | Neunforn                                                                                       | 1996 |
| Niedersommeri               | Thurgau               | Unită cu Obersommeri                                                                                  | Sommeri                                                                                        | 1967 |
| Niederurdorf                | Zürich                | Unită cu Oberurdorf                                                                                   | Urdorf                                                                                         | 1931 |
| Niederwichtrach             | Berna                 | Unită cu Oberwichtrach                                                                                | Wichtrach                                                                                      | 2004 |
| Niederwil                   | Thurgau               | Inclusă în Gachnang                                                                                   | Gachnang                                                                                       | 1998 |
| Nierlet-les-Bois            | Fribourg              | Inclusă în Ponthaux                                                                                   | Ponthaux                                                                                       | 1981 |
| Noranco                     | Ticino                | Unită cu Pambio                                                                                       | Pambio-Noranco                                                                                 | 1904 |
| Nussbaumen                  | Thurgau               | Inclusă în Hüttwilen                                                                                  | Hüttwilen                                                                                      | 1997 |
| Oberaach                    | Thurgau               | Inclusă în Amriswil                                                                                   | Amriswil                                                                                       | 1979 |
| Oberbussnang                | Thurgau               | Inclusă în Bussnang                                                                                   | Bussnang                                                                                       | 1996 |
| Oberehrendingen             | Aargau                | Unită cu Unterehrendingen                                                                             | Ehrendingen                                                                                    | 2006 |
| Oberhofen bei Kreuzlingen   | Thurgau               | Unită cu Illighausen                                                                                  | Lengwil                                                                                        | 1998 |
| Oberhofen bei Münchwilen    | Thurgau               | Inclusă în Münchwilen                                                                                 | Münchwilen                                                                                     | 1950 |
| Oberleibstadt               | Aargau                | Unită cu Unterleibstadt                                                                               | Leibstadt                                                                                      | 1866 |
| Oberneunforn                | Thurgau               | Inclusă în Neunforn                                                                                   | Neunforn                                                                                       | 1996 |
| Oberried                    | Fribourg              | Unită cu Bonnefontaine, Essert, Montévraz, Praroman și Zénauva                                        | Le Mouret                                                                                      | 2003 |
| Oberscheunen                | Berna                 | Unită cu Messen-Scheunen                                                                              | Scheunen                                                                                       | 1912 |
| Obersommeri                 | Thurgau               | Unită cu Niedersommeri                                                                                | Sommeri                                                                                        | 1967 |
| Oberstrass                  | Zürich                | Inclusă în Zürich                                                                                     | Zürich                                                                                         | 1893 |
| Oberurdorf                  | Zürich                | Unită cu Niederurdorf                                                                                 | Urdorf                                                                                         | 1931 |
| Oberwangen                  | Thurgau               | Inclusă în Fischingen                                                                                 | Fischingen                                                                                     | 1972 |
| Oberwichtrach               | Berna                 | Unită cu Niederwichtrach                                                                              | Wichtrach                                                                                      | 2004 |
| Oberwil                     | Thurgau               | Inclusă în Gachnang                                                                                   | Gachnang                                                                                       | 1998 |
| Oberwinterthur              | Zürich                | Inclusă în Winterthur                                                                                 | Winterthur                                                                                     | 1922 |
| Ocourt                      | Jura                  | Unită cu Epauvillers, Epiquerez, Montenol, Montmelon, Saint-Ursanne și Seleute                        | Clos du Doubs                                                                                  | 2009 |
| Oerlikon                    | Zürich                | Inclusă în Zürich                                                                                     | Zürich                                                                                         | 1934 |
| Oetlikon                    | Aargau                | Inclusă în Würenlos                                                                                   | Würenlos                                                                                       | 1900 |
| Olivone                     | Ticino                | Unită cu Aquila, Campo Blenio, Ghirone și Torre                                                       | Blenio                                                                                         | 2006 |
| Olsberg                     | Basel-Country         | Inclusă în Arisdorf                                                                                   | Arisdorf                                                                                       | 1882 |
| Onex-Confignon              | Geneva                | Divizată în două                                                                                      | Onex Confignon                                                                                 | 1851 |
| Onnens                      | Fribourg              | Unită cu Lentigny și Lovens                                                                           | La Brillaz                                                                                     | 2001 |
| Opfershofen                 | Thurgau               | Inclusă în Bürglen                                                                                    | Bürglen                                                                                        | 1995 |
| Oppikon                     | Thurgau               | Inclusă în Bussnang                                                                                   | Bussnang                                                                                       | 1996 |
| Orsonnens                   | Fribourg              | Unită cu Chavannes-sous-Orsonnens, Villargiroud și Villarsiviriaux                                    | Villorsonnens                                                                                  | 2001 |
| Osterfingen                 | Schaffhausen          | Inclusă în Wilchingen                                                                                 | Wilchingen                                                                                     | 2005 |
| Otterbach                   | Berna                 | Unită cu Ausserbirrmoos și Innerbirrmoos                                                              | Linden                                                                                         | 1946 |
| Ottoberg                    | Thurgau               | Inclusă în Märstetten                                                                                 | Märstetten                                                                                     | 1975 |
| Pagig                       | Grisons               | Unită cu St. Peter                                                                                    | St. Peter-Pagig                                                                                | 2008 |
| Pambio                      | Ticino                | Unită cu Noranco                                                                                      | Pambio-Noranco                                                                                 | 1904 |
| Pambio-Noranco              | Ticino                | Inclusă în Lugano                                                                                     | Lugano                                                                                         | 2004 |
| Pany                        | Grisons               | Inclusă în Luzein                                                                                     | Luzein                                                                                         | 1872 |
| Parsonz                     | Grisons               | Unită cu Riom                                                                                         | Riom-Parsonz                                                                                   | 1979 |
| Patzen-Fardün               | Grisons               | Unită cu Donath                                                                                       | Donat                                                                                          | 2003 |
| Pazzallo                    | Ticino                | Inclusă în Lugano                                                                                     | Lugano                                                                                         | 2004 |
| Peccia                      | Ticino                | Unită cu Broglio, Brontallo, Fusio, Menzonio și Prato-Sornico                                         | Lavizzara                                                                                      | 2004 |
| Pedrinate                   | Ticino                | Inclusă în Chiasso                                                                                    | Chiasso                                                                                        | 1976 |
| Peiden                      | Grisons               | Unită cu Uors                                                                                         | Uors-Peiden                                                                                    | 1963 |
| Piandera                    | Ticino                | Unită cu Colla, Insone, Scareglia și Signôra                                                          | Valcolla                                                                                       | 1956 |
| Plainpalais                 | Geneva                | Inclusă în Geneva                                                                                     | Geneva                                                                                         | 1931 |
| Plamboz                     | Neuchâtel             | Unită cu Brot-Dessus                                                                                  | Brot-Plamboz                                                                                   | 1875 |
| Pleujouse                   | Jura                  | Unită cu Asuel, Charmoille, Frégiecourt și Miécourt                                                   | La Baroche                                                                                     | 2009 |
| Pont                        | Fribourg              | Unită cu Bouloz și Porsel                                                                             | Le Flon                                                                                        | 2004 |
| Pont-en-Ogoz                | Fribourg              | Unită cu Villars-d'Avry                                                                               | Le Bry                                                                                         | 1970 |
| Ponto Valentino             | Ticino                | Unită cu Castro, Corzoneso, Dongio, Largario, Leontica, Lottigna, Marolta și Prugiasco                | Acquarossa                                                                                     | 2004 |
| Porsel                      | Fribourg              | Unită cu Bouloz și Pont                                                                               | Le Flon                                                                                        | 2004 |
| Portalban                   | Fribourg              | Unită cu Delley                                                                                       | Delley-Portalban                                                                               | 2005 |
| Posat                       | Fribourg              | Unită cu Farvagny-le-Grand, Farvagny-le-Petit și Grenilles                                            | Farvagny                                                                                       | 1996 |
| Posieux                     | Fribourg              | Unită cu Ecuvillens                                                                                   | Hauterive                                                                                      | 2001 |
| Praratoud                   | Fribourg              | Inclusă în Surpierre                                                                                  | Surpierre                                                                                      | 2005 |
| Praroman                    | Fribourg              | Unită cu Bonnefontaine, Essert, Montévraz, Oberried și Zénauva                                        | Le Mouret                                                                                      | 2003 |
| Prato                       | Ticino                | Unită cu Sornico                                                                                      | Prato-Sornico                                                                                  | 1864 |
| Prato-Sornico               | Ticino                | Unită cu Broglio, Brontallo, Fusio, Menzonio și Peccia                                                | Lavizzara                                                                                      | 2004 |
| Pregassona                  | Ticino                | Inclusă în Lugano                                                                                     | Lugano                                                                                         | 2004 |
| Prez-vers-Siviriez          | Fribourg              | Inclusă în Siviriez                                                                                   | Siviriez                                                                                       | 2004 |
| Progens                     | Fribourg              | Unită cu Grattavache și Le Crêt                                                                       | La Verrerie                                                                                    | 2004 |
| Promarens                   | Fribourg              | Inclusă în Rue                                                                                        | Rue                                                                                            | 2001 |
| Prugiasco                   | Ticino                | Unită cu Castro, Corzoneso, Dongio, Largario, Leontica, Lottigna, Marolta și Ponto Valentino          | Acquarossa                                                                                     | 2004 |
| Putz                        | Grisons               | Inclusă în Luzein                                                                                     | Luzein                                                                                         | 1872 |
| Raat-Schüpfheim             | Zürich                | Inclusă în Stadel                                                                                     | Stadel                                                                                         | 1907 |
| Rapperswil                  | St. Gallen            | Unită cu Jona                                                                                         | Rapperswil-Jona                                                                                | 2007 |
| Rasa                        | Ticino                | Inclusă în Intragna                                                                                   | Intragna                                                                                       | 1972 |
| Räuchlisberg                | Thurgau               | Inclusă în Amriswil                                                                                   | Amriswil                                                                                       | 1979 |
| Ravecchia                   | Ticino                | Inclusă în Bellinzona                                                                                 | Bellinzona                                                                                     | 1907 |
| Reckingen                   | Valais                | Unită cu Gluringen                                                                                    | Reckingen-Gluringen                                                                            | 1972 |
| Réclère                     | Jura                  | Unită cu Chevenez, Damvant și Roche-d'Or                                                              | Haute-Ajoie                                                                                    | 2009 |
| Reiben                      | Berna                 | Inclusă în Büren an der Aare                                                                          | Büren an der Aare                                                                              | 1911 |
| Rein                        | Aargau                | Inclusă în Rüfenach                                                                                   | Rüfenach                                                                                       | 1898 |
| Reischen                    | Grisons               | Unită cu Zillis                                                                                       | Zillis-Reischen                                                                                | 1875 |
| Retterswil                  | Aargau                | Inclusă în Seon                                                                                       | Seon                                                                                           | 1899 |
| Reuti                       | Thurgau               | Inclusă în Bussnang                                                                                   | Bussnang                                                                                       | 1996 |
| Rheinklingen                | Thurgau               | Inclusă în Wagenhausen                                                                                | Wagenhausen                                                                                    | 1995 |
| Richensee                   | Lucerna               | Inclusă în Hitzkirch                                                                                  | Hitzkirch                                                                                      | 1897 |
| Richenthal                  | Lucerna               | Inclusă în Reiden                                                                                     | Reiden                                                                                         | 2006 |
| Rieden                      | Zürich                | Inclusă în Wallisellen                                                                                | Wallisellen                                                                                    | 1916 |
| Riedt                       | Thurgau               | Inclusă în Erlen                                                                                      | Erlen                                                                                          | 1995 |
| Riesbach                    | Zürich                | Inclusă în Zürich                                                                                     | Zürich                                                                                         | 1893 |
| Riken                       | Aargau                | Unită cu Balzenwil                                                                                    | Murgenthal                                                                                     | 1901 |
| Rinkenbach                  | Appenzell Innerrhoden | Divizată în trei                                                                                      | Appenzell Gonten Schlatt-Haslen                                                                | 1872 |
| Riom                        | Grisons               | Unită cu Parsonz                                                                                      | Riom-Parsonz                                                                                   | 1979 |
| Ritzingen                   | Valais                | Unită cu Biel și Selkingen                                                                            | Grafschaft                                                                                     | 2000 |
| Roche-d'Or                  | Jura                  | Unită cu Chevenez, Damvant și Réclère                                                                 | Haute-Ajoie                                                                                    | 2009 |
| Rohrdorf                    | Aargau                | Divizată în trei                                                                                      | Niederrohrdorf Oberrohrdorf Remetschwil                                                        | 1854 |
| Romainmôtier                | Vaud                  | Unită cu Envy                                                                                         | Romainmôtier-Envy                                                                              | 1970 |
| Romanens                    | Fribourg              | Inclusă în Sâles                                                                                      | Sâles                                                                                          | 2001 |
| Rona                        | Grisons               | Unită cu Tinizong                                                                                     | Tinizong-Rona                                                                                  | 1998 |
| Rossens                     | Vaud                  | Inclusă în Villarzel                                                                                  | Villarzel                                                                                      | 2006 |
| Rothenhausen                | Thurgau               | Inclusă în Bussnang                                                                                   | Bussnang                                                                                       | 1996 |
| Roveredo                    | Ticino                | Unită cu Cagiallo, Lopagno, Sala Capriasca, Tesserete și Vaglio                                       | Capriasca                                                                                      | 2001 |
| Rubigen Gesamtgemeinde      | Berna                 | Divizată în trei                                                                                      | Rubigen Allmendingen bei Bern Trimstein                                                        | 1993 |
| Rueyres-Saint-Laurent       | Fribourg              | Unită cu Estavayer-le-Gibloux, Villarlod și Villarsel-le-Gibloux                                      | Le Glèbe                                                                                       | 2003 |
| Rueyres-Treyfayes           | Fribourg              | Inclusă în Sâles                                                                                      | Sâles                                                                                          | 2001 |
| Russo                       | Ticino                | Unită cu Comologno și Crana                                                                           | Onsernone                                                                                      | 1995 |
| Saint-Aubin                 | Neuchâtel             | Unită cu Sauges                                                                                       | Saint-Aubin-Sauges                                                                             | 1888 |
| Saint Jean                  | Valais                | Unită cu Ayer, Chandolin Grimentz, Saint-Luc and Vissoie                                              | Anniviers                                                                                      | 2009 |
| Saint-Luc                   | Valais                | Unită cu Ayer, Chandolin Grimentz, Saint-Jean and Vissoie                                             | Anniviers                                                                                      | 2009 |
| Saint-Ursanne               | Jura                  | Unită cu Epauvillers, Epiquerez, Montenol, Montmelon, Ocourt și Seleute                               | Clos du Doubs                                                                                  | 2009 |
| Sala Capriasca              | Ticino                | Unită cu Cagiallo, Lopagno, Roveredo, Tesserete și Vaglio                                             | Capriasca                                                                                      | 2001 |
| Salen-Reutenen              | Thurgau               | Inclusă în Homburg                                                                                    | Homburg                                                                                        | 1999 |
| Salorino                    | Ticino                | Inclusă în Mendrisio                                                                                  | Mendrisio                                                                                      | 2004 |
| Santa Domenica              | Grisons               | Inclusă în Rossa                                                                                      | Rossa                                                                                          | 1982 |
| Sales                       | Fribourg              | Inclusă în Ependes                                                                                    | Ependes                                                                                        | 1977 |
| Sauges                      | Neuchâtel             | Unită cu Saint-Aubin                                                                                  | Saint-Aubin-Sauges                                                                             | 1888 |
| Saules                      | Neuchâtel             | Unită cu Fenin și Vilars                                                                              | Fenin-Vilars-Saules                                                                            | 1875 |
| Says                        | Grisons               | Inclusă în Trimmis                                                                                    | Trimmis                                                                                        | 2008 |
| Scareglia                   | Ticino                | Unită cu Colla, Insone, Piandera și Signôra                                                           | Valcolla                                                                                       | 1956 |
| Schachen                    | Lucerna               | Inclusă în Werthenstein                                                                               | Werthenstein                                                                                   | 1889 |
| Scherzingen                 | Thurgau               | Divizată în două, o parte unită cu Landschlacht                                                       | Bottighofen (separată de Scherzingen) Münsterlingen (restul din Scherzingen plus Landschlacht) | 1994 |
| Schlattingen                | Thurgau               | Unită cu Basadingen                                                                                   | Basadingen-Schlattingen                                                                        | 1999 |
| Schocherswil                | Thurgau               | Inclusă în Amriswil                                                                                   | Amriswil                                                                                       | 1997 |
| Schönenbaumgarten           | Thurgau               | Inclusă în Langrickenbach                                                                             | Langrickenbach                                                                                 | 1998 |
| Schönenberg an der Thur     | Thurgau               | Unită cu Buhwil, Kradolf și Neukirch an der Thur                                                      | Kradolf-Schönenberg                                                                            | 1996 |
| Schönthal                   | Berna                 | Inclusă în Ausserbirrmoos                                                                             | Ausserbirrmoos                                                                                 | 1888 |
| Schoren                     | Berna                 | Inclusă în Langenthal                                                                                 | Langenthal                                                                                     | 1898 |
| Schottikon                  | Zürich                | Inclusă în Elsau                                                                                      | Elsau                                                                                          | 1922 |
| Schuders                    | Grisons               | Inclusă în Schiers                                                                                    | Schiers                                                                                        | 1872 |
| Schwamendingen              | Zürich                | Inclusă în Zürich                                                                                     | Zürich                                                                                         | 1934 |
| Schwarzenbach               | Lucerna               | Inclusă în Beromünster                                                                                | Beromünster                                                                                    | 2004 |
| Schweizersholz              | Thurgau               | Inclusă în Bischofszell                                                                               | Bischofszell                                                                                   | 1996 |
| Sculms                      | Grisons               | Inclusă în Versam                                                                                     | Versam                                                                                         | 1854 |
| Sédeilles                   | Vaud                  | Inclusă în Villarzel                                                                                  | Villarzel                                                                                      | 2006 |
| Seebach                     | Zürich                | Inclusă în Zürich                                                                                     | Zürich                                                                                         | 1934 |
| Seen                        | Zürich                | Inclusă în Winterthur                                                                                 | Winterthur                                                                                     | 1922 |
| Seleute                     | Jura                  | Unită cu Epauvillers, Epiquerez, Montenol, Montmelon, Ocourt și Saint-Ursanne                         | Clos du Doubs                                                                                  | 2009 |
| Selkingen                   | Valais                | Unită cu Biel și Ritzingen                                                                            | Grafschaft                                                                                     | 2000 |
| Serneus                     | Grisons               | Inclusă în Klosters                                                                                   | Klosters                                                                                       | 1872 |
| Siegershausen               | Thurgau               | Unită cu Alterswilen, Altishausen, Dotnacht, Ellighausen, Hugelshofen, Lippoldswilen și Neuwilen      | Kemmental                                                                                      | 1996 |
| Sigg                        | Grisons               | Inclusă în Valzeina                                                                                   | Valzeina                                                                                       | 1875 |
| Signôra                     | Ticino                | Unită cu Colla, Insone, Piandera și Scareglia                                                         | Valcolla                                                                                       | 1956 |
| Sitterdorf                  | Thurgau               | Unită cu Zihlschlacht                                                                                 | Zihlschlacht-Sitterdorf                                                                        | 1997 |
| Solduno                     | Ticino                | Inclusă în Locarno                                                                                    | Locarno                                                                                        | 1928 |
| Someo                       | Ticino                | Inclusă în Maggia                                                                                     | Maggia                                                                                         | 2004 |
| Sommentier                  | Fribourg              | Inclusă în Vuisternens-devant-Romont                                                                  | Vuisternens-devant-Romont                                                                      | 2003 |
| Sonterswil                  | Thurgau               | Inclusă în Wäldi                                                                                      | Wäldi                                                                                          | 1995 |
| Sornico                     | Ticino                | Unită cu Prato                                                                                        | Prato-Sornico                                                                                  | 1864 |
| St. Antönien Ascharina      | Grisons               | Inclusă în St. Antönien                                                                               | St. Antönien                                                                                   | 2007 |
| St. Antönien Castels        | Grisons               | Unită cu St. Antönien Rüti                                                                            | St. Antönien                                                                                   | 1979 |
| St. Antönien Rüti           | Grisons               | Unită cu St. Antönien Castels                                                                         | St. Antönien                                                                                   | 1979 |
| St. Margarethen             | Thurgau               | Inclusă în Münchwilen                                                                                 | Münchwilen                                                                                     | 1950 |
| St. Niklaus Dorf            | Valais                | Unită cu St. Niklaus Matt                                                                             | St. Niklaus                                                                                    | 1866 |
| St. Niklaus Matt            | Valais                | Unită cu St. Niklaus Dorf                                                                             | St. Niklaus                                                                                    | 1866 |
| St. Peter                   | Grisons               | Unită cu Pagig                                                                                        | St. Peter-Pagig                                                                                | 2008 |
| Stalden im Emmental         | Berna                 | Unită cu Gysenstein                                                                                   | Konolfingen                                                                                    | 1933 |
| Stechlenegg                 | Appenzell Innerrhoden | Inclusă în Gonten                                                                                     | Gonten                                                                                         | 1872 |
| Steinhaus                   | Valais                | Inclusă în Ernen                                                                                      | Ernen                                                                                          | 2004 |
| Strada                      | Grisons               | Inclusă în Ilanz                                                                                      | Ilanz                                                                                          | 1978 |
| Strättligen                 | Berna                 | Inclusă în Thun                                                                                       | Thun                                                                                           | 1920 |
| Straubenzell                | St. Gallen            | Inclusă în St. Gallen                                                                                 | St. Gallen                                                                                     | 1918 |
| Strohwilen                  | Thurgau               | Unită cu Amlikon, Bissegg și Griesenberg                                                              | Amlikon-Bissegg                                                                                | 1995 |
| Stuls                       | Grisons               | Inclusă în Bergün                                                                                     | Bergün                                                                                         | 1920 |
| Surcasti                    | Grisons               | Unită cu Camuns, Tersnaus și Uors-Peiden                                                              | Suraua                                                                                         | 2002 |
| Tablat                      | St. Gallen            | Inclusă în St. Gallen                                                                                 | St. Gallen                                                                                     | 1918 |
| Tägerschen                  | Thurgau               | Unită cu Tobel                                                                                        | Tobel-Tägerschen                                                                               | 1999 |
| Tannegg                     | Thurgau               | Inclusă în Fischingen                                                                                 | Fischingen                                                                                     | 1972 |
| Tannenbühl                  | Berna                 | Inclusă în Blumenstein                                                                                | Blumenstein                                                                                    | 1859 |
| Tennwil                     | Aargau                | Inclusă în Meisterschwanden                                                                           | Meisterschwanden                                                                               | 1900 |
| Tersnaus                    | Grisons               | Unită cu Camuns, Surcasti și Uors-Peiden                                                              | Suraua                                                                                         | 2002 |
| Tesserete                   | Ticino                | Unită cu Cagiallo, Lopagno, Roveredo, Sala Capriasca și Vaglio                                        | Capriasca                                                                                      | 2001 |
| Thielle                     | Neuchâtel             | Unită cu Wavre                                                                                        | Thielle-Wavre                                                                                  | 1888 |
| Thungschneit                | Berna                 | Inclusă în Heimberg                                                                                   | Heimberg                                                                                       | 1869 |
| Tinizong                    | Grisons               | Unită cu Rona                                                                                         | Tinizong-Rona                                                                                  | 1998 |
| Tobel                       | Thurgau               | Unită cu Tägerschen                                                                                   | Tobel-Tägerschen                                                                               | 1999 |
| Toos                        | Thurgau               | Inclusă în Schönholzerswilen                                                                          | Schönholzerswilen                                                                              | 1964 |
| Torre                       | Ticino                | Unită cu Aquila, Campo Blenio, Ghirone și Olivone                                                     | Blenio                                                                                         | 2006 |
| Töss                        | Zürich                | Inclusă în Winterthur                                                                                 | Winterthur                                                                                     | 1922 |
| Torny-le-Grand              | Fribourg              | Unită cu Middes                                                                                       | Torny                                                                                          | 2004 |
| Tramelan-Dessous            | Berna                 | Unită cu Tramelan-Dessos                                                                              | Tramelan                                                                                       | 1952 |
| Tramelan-Dessos             | Berna                 | Unită cu Tramelan-Dessous                                                                             | Tramelan                                                                                       | 1952 |
| Triboltingen                | Thurgau               | Inclusă în Ermatingen                                                                                 | Ermatingen                                                                                     | 1975 |
| Tuttwil                     | Thurgau               | Inclusă în Wängi                                                                                      | Wängi                                                                                          | 1969 |
| Uerschhausen                | Thurgau               | Inclusă în Hüttwilen                                                                                  | Hüttwilen                                                                                      | 1997 |
| Uesslingen                  | Thurgau               | Unită cu Buch bei Frauenfeld                                                                          | Uesslingen-Buch                                                                                | 1995 |
| Uffikon                     | Lucerna               | Inclusă în Dagmersellen                                                                               | Dagmersellen                                                                                   | 2006 |
| Unterehrendingen            | Aargau                | Unită cu Oberehrendingen                                                                              | Ehrendingen                                                                                    | 2006 |
| Unterleibstadt              | Aargau                | Unită cu Oberleibstadt                                                                                | Leibstadt                                                                                      | 1866 |
| Unterschlatt                | Thurgau               | Unită cu Mett-Oberschlatt                                                                             | Schlatt                                                                                        | 1999 |
| Unterstrass                 | Zürich                | Inclusă în Zürich                                                                                     | Zürich                                                                                         | 1893 |
| Uors                        | Grisons               | Unită cu Peiden                                                                                       | Uors-Peiden                                                                                    | 1963 |
| Uors-Peiden                 | Grisons               | Unită cu Camuns, Surcasti și Tersnaus                                                                 | Suraua                                                                                         | 2002 |
| Vaglio                      | Ticino                | Unită cu Cagiallo, Lopagno, Roveredo, Sala Capriasca și Tesserete                                     | Capriasca                                                                                      | 2001 |
| Vairano                     | Ticino                | Unită cu Casenzano                                                                                    | San Nazzaro                                                                                    | 1930 |
| Valle Morobbia in Piano     | Ticino                | Inclusă în Giubiasco                                                                                  | Giubiasco                                                                                      | 1867 |
| Valpaschun                  | Grisons               | Inclusă în Valchava                                                                                   | Valchava                                                                                       | 1879 |
| Vauderens                   | Fribourg              | Inclusă în Ursy                                                                                       | Ursy                                                                                           | 2001 |
| Veltheim                    | Zürich                | Inclusă în Winterthur                                                                                 | Winterthur                                                                                     | 1922 |
| Vernéaz                     | Neuchâtel             | Inclusă în Vaumarcus                                                                                  | Vaumarcus (known as Vaumarcus-Vernéaz until 1966)                                              | 1875 |
| Vesin                       | Fribourg              | Inclusă în Cugy                                                                                       | Cugy                                                                                           | 2005 |
| Vezio                       | Ticino                | Unită cu Arosio, Breno, Fescoggia și Mugena                                                           | Alto Malcantone                                                                                | 2005 |
| Viganello                   | Ticino                | Inclusă în Lugano                                                                                     | Lugano                                                                                         | 2004 |
| Vilars                      | Neuchâtel             | Unită cu Fenin și Saules                                                                              | Fenin-Vilars-Saules                                                                            | 1875 |
| Villangeaux                 | Fribourg              | Inclusă în Ecublens                                                                                   | Ecublens                                                                                       | 1969 |
| Villaraboud                 | Fribourg              | Inclusă în Siviriez                                                                                   | Siviriez                                                                                       | 2004 |
| Villaranon                  | Fribourg              | Inclusă în Siviriez                                                                                   | Siviriez                                                                                       | 1978 |
| Villargiroud                | Fribourg              | Unită cu Chavannes-sous-Orsonnens, Orsonnens și Villarsiviriaux                                       | Villorsonnens                                                                                  | 2001 |
| Villariaz                   | Fribourg              | Inclusă în Vuisternens-devant-Romont                                                                  | Vuisternens-devant-Romont                                                                      | 2003 |
| Villarimboud                | Fribourg              | Unită cu Lussy                                                                                        | La Folliaz                                                                                     | 2005 |
| Villarlod                   | Fribourg              | Unită cu Estavayer-le-Gibloux, Rueyres-Saint-Laurent și Villarsel-le-Gibloux                          | Le Glèbe                                                                                       | 2003 |
| Villars-d'Avry              | Fribourg              | Unită cu Pont-en-Ogoz                                                                                 | Le Bry                                                                                         | 1970 |
| Villars-Lussery             | Vaud                  | Unită cu Lussery                                                                                      | Lussery-Villars                                                                                | 1999 |
| Villars-sous-Mont           | Fribourg              | Unită cu Estavannens și Villars-sous-Mont                                                             | Bas-Intyamon                                                                                   | 2004 |
| Villarsel-le-Gibloux        | Fribourg              | Unită cu Estavayer-le-Gibloux, Rueyres-Saint-Laurent și Villarlod                                     | Le Glèbe                                                                                       | 2003 |
| Villarsiviriaux             | Fribourg              | Unită cu Chavannes-sous-Orsonnens, Orsonnens și Villargiroud                                          | Villorsonnens                                                                                  | 2001 |
| Vingelz                     | Berna                 | Inclusă în Biel                                                                                       | Biel                                                                                           | 1900 |
| Vissoie                     | Valais                | Unită cu Ayer, Chandolin Grimentz, Saint-Jean and Saint-Luc                                           | Anniviers                                                                                      | 2009 |
| Voëns-Maley                 | Neuchâtel             | Inclusă în Saint-Blaise                                                                               | Saint-Blaise                                                                                   | 1875 |
| Vuippens                    | Fribourg              | Inclusă în Marsens                                                                                    | Marsens                                                                                        | 2001 |
| Waldhäusern                 | Aargau                | Divizată în două                                                                                      | Bünzen Waltenschwil                                                                            | 1940 |
| Wallenbuch                  | Fribourg              | Inclusă în Gurmels                                                                                    | Gurmels                                                                                        | 2003 |
| Wallenwil                   | Thurgau               | Inclusă în Eschlikon                                                                                  | Eschlikon                                                                                      | 1997 |
| Wavre                       | Neuchâtel             | Unită cu Thielle                                                                                      | Thielle-Wavre                                                                                  | 1888 |
| Warth                       | Thurgau               | Unită cu Weiningen                                                                                    | Warth-Weiningen                                                                                | 1995 |
| Weerswilen                  | Thurgau               | Inclusă în Weinfelden                                                                                 | Weinfelden                                                                                     | 1995 |
| Weingarten                  | Thurgau               | Inclusă în Lommis                                                                                     | Lommis                                                                                         | 1995 |
| Weiningen                   | Thurgau               | Unită cu Warth                                                                                        | Warth-Weiningen                                                                                | 1995 |
| Wellhausen                  | Thurgau               | Unită cu Felben                                                                                       | Felben-Wellhausen                                                                              | 1983 |
| Werd                        | Aargau                | Inclusă în Rottenschwil                                                                               | Rottenschwil                                                                                   | 1899 |
| Wergenstein                 | Grisons               | Unită cu Casti                                                                                        | Casti-Wergenstein                                                                              | 1923 |
| Wetzikon                    | Thurgau               | Inclusă în Thundorf                                                                                   | Thundorf                                                                                       | 1995 |
| Wiedikon                    | Zürich                | Inclusă în Zürich                                                                                     | Zürich                                                                                         | 1893 |
| Wiezikon                    | Thurgau               | Inclusă în Sirnach                                                                                    | Sirnach                                                                                        | 1997 |
| Wil bei Koppigen            | Berna                 | Inclusă în Alchenstorf                                                                                | Alchenstorf                                                                                    | 1888 |
| Wilen bei Neunforn          | Thurgau               | Inclusă în Neunforn                                                                                   | Neunforn                                                                                       | 1996 |
| Wilihof                     | Lucerna               | Inclusă în Triengen                                                                                   | Triengen                                                                                       | 2005 |
| Willisau Land               | Lucerna               | Unită cu Willisau Stadt                                                                               | Willisau                                                                                       | 2006 |
| Willisau Stadt              | Lucerna               | Unită cu Willisau Land                                                                                | Willisau                                                                                       | 2006 |
| Willisdorf                  | Thurgau               | Inclusă în Diessenhofen                                                                               | Diessenhofen                                                                                   | 2000 |
| Windlach                    | Zürich                | Inclusă în Stadel                                                                                     | Stadel                                                                                         | 1907 |
| Winistorf                   | Solothurn             | Unită cu Heinrichswil                                                                                 | Heinrichswil-Winistorf                                                                         | 1993 |
| Wipkingen                   | Zürich                | Inclusă în Zürich                                                                                     | Zürich                                                                                         | 1893 |
| Witikon                     | Zürich                | Inclusă în Zürich                                                                                     | Zürich                                                                                         | 1934 |
| Wittenwil                   | Thurgau               | Inclusă în Aadorf                                                                                     | Aadorf                                                                                         | 1996 |
| Wittwil                     | Aargau                | Inclusă în Staffelbach                                                                                | Staffelbach                                                                                    | 1901 |
| Wolhusen Markt              | Lucerna               | Inclusă în Werthenstein                                                                               | Werthenstein                                                                                   | 1853 |
| Wollishofen                 | Zürich                | Inclusă în Zürich                                                                                     | Zürich                                                                                         | 1893 |
| Wülflingen                  | Zürich                | Inclusă în Winterthur                                                                                 | Winterthur                                                                                     | 1922 |
| Zénauva                     | Fribourg              | Unită cu Bonnefontaine, Essert, Montévraz, Oberried și Praroman                                       | Le Mouret                                                                                      | 2003 |
| Zezikon                     | Thurgau               | Inclusă în Affeltrangen                                                                               | Affeltrangen                                                                                   | 1995 |
| Zihlschlacht                | Thurgau               | Unită cu Sitterdorf                                                                                   | Zihlschlacht-Sitterdorf                                                                        | 1997 |
| Zillis                      | Grisons               | Unită cu Reischen                                                                                     | Zillis-Reischen                                                                                | 1875 |
| Zimmerwald                  | Berna                 | Unită cu Englisberg                                                                                   | Wald                                                                                           | 2004 |
| Zuben                       | Thurgau               | Inclusă în Langrickenbach                                                                             | Langrickenbach                                                                                 | 1998 |